# Joe Worsley
Joseph Paul Richard Worsley MBE (* 14. Juni 1977 in London) ist ein ehemaliger englischer Rugby-Union-Spieler. Er spielt als Flügelstürmer für die englische Nationalmannschaft und den Wasps RFC.
Worsley spielte bis zum 16. Altersjahr für den Welwyn Garden City RFC und wechselte dann zu den Wasps, bei denen er bis heute unter Vertrag steht. Im Jahr 1999 lief er erstmals für England auf und hat seitdem an drei Weltmeisterschaften teilgenommen. Bei der WM 2003 konnte er mit der Nationalmannschaft den Titel gewinnen. Mit den Wasps hat er dreimal die Guinness Premiership, zweimal den Heineken Cup und einmal den Powergen Cup gewonnen.
Im Jahr 2009 wurde Worsley für die Südafrika-Tour der British and Irish Lions nominiert. Im abschließenden Spiel der Serie kam er zu einem Einsatz.